# 達芙妮·阿克赫斯特
達芙妮·潔西·阿克赫斯特（英語：Daphne Jessie Akhurst，1903年4月22日—1933年1月9日），又名達芙妮·科琴斯（英語：Daphne Cozens），是一位前澳大利亞女子網球選手。
阿克赫斯特在1925年至1930年之間五次奪得澳洲網球公開賽女子單打冠軍，根據每日电讯报及每日郵報記者瓦立斯·邁爾斯的報導，阿克赫斯特在1928年時排名世界第三。澳洲網球公開賽的女子單打冠軍獎盃為紀念她而命名為「達芙妮·阿克赫斯特紀念杯」。

## 生涯
阿克赫斯特在澳洲網球公開賽五次贏得女子單打冠軍，分別為1925年及1926年完成二連霸，以及在1928年、1929年及1930年達成三連霸，在澳洲網球公開賽女子單打奪冠次數名列第四，前三名分別是玛格丽特·考特11次、塞雷娜·威廉姆斯7次及南希·韋恩·博爾頓6次。阿克赫斯特也在澳洲網球公開賽女子雙打奪下五座冠軍，分別為1924年及1925年與希薇亞·蘭斯·哈波 搭檔拿下二連霸，在1928年與艾斯娜·博伊德搭檔奪得冠軍，1931年再與蘿伊·比克頓合作拿下冠軍。另外還在1926年與瑪喬麗·考克斯·克勞佛搭檔拿下亞軍。她也在1928年德國網球公開賽 (WTA)決賽中以三盤大戰擊敗希莉·奥塞姆獲得冠軍。
1925年，阿克赫斯特參加了第一支澳洲女子網球隊前往歐洲巡迴比賽，並且在當年溫布頓網球錦標賽女子單打賽事中打進八強，最後敗給瓊·弗萊。1928年，她第二次也是最後一次參加歐洲巡迴賽，在法國網球公開賽女子單打賽事中打進八強，敗於克莉絲朵瓦爾·哈迪（Cristobel Hardie）；之後在溫布頓網球錦標賽打進四強，敗給莉莉·阿爾瓦萊斯。
阿克赫斯特也在澳洲網球公開賽贏得四座混合雙打冠軍，分別為1924年及1925年與詹姆斯·威拉德合作完成二連霸，1928年搭檔让·博罗特拉及1929年搭檔埃德加·穆恩奪下冠軍，另外在1926年與詹姆斯·威拉德合作則獲得亞軍。除此之外，1928年她與傑克·克勞福德搭檔打進溫布頓網球錦標賽混合雙打決賽，以7–5、6–4直落二敗給伊莉莎白·萊恩與派翠克·史彭斯的組合得到亞軍。

## 個人生活
阿克赫斯特就讀於艾芙琳·提爾德思禮女士（Miss Evelyn Tildesley）執教的諾曼赫斯特女子學校（Normanhurst Girls School Ashfield），接著就讀雪梨音樂學院。1930年2月26日，她與煙草製造商人羅伊斯頓·斯塔基·科琴斯（Royston Stuckey Cozens）在聖菲利普教堂結婚，在1931年贏得澳網女子雙打冠軍之後退休。
阿克赫斯特在1933年1月9日因為子宮外孕逝世。

## 榮耀

達芙妮·阿克赫斯特紀念杯

- 為了紀念阿克赫斯特，自1934年開始澳洲網球公開賽女子單打冠軍獎盃被命名為「達芙妮·阿克赫斯特紀念杯」[6]。
- 阿克赫斯特在2006年獲得推薦進入澳洲網球名人堂（英语：Australian Tennis Hall of Fame）[8]，並於2013年獲得推薦進入國際網球名人堂[9]。

## 大滿貫決賽戰績

### 單打：5次（5座冠軍）
| 年份 | 賽事 | 場地 | 結果 | 對手             | 比分           |
| ---- | ---- | ---- | ---- | ---------------- | -------------- |
| 1925 | 澳網 | 草地 | 冠軍 | 艾斯娜·博伊德    | 1–6, 8–6, 6–4  |
| 1926 | 澳網 | 草地 | 冠軍 | 艾斯娜·博伊德    | 6–1, 6–3       |
| 1928 | 澳網 | 草地 | 冠軍 | 艾斯娜·博伊德    | 7–5, 6–2       |
| 1929 | 澳網 | 草地 | 冠軍 | 蘿伊·比克頓      | 6–1, 5–7, 6–2  |
| 1930 | 澳網 | 草地 | 冠軍 | 希薇亞·蘭斯·哈波 | 10–8, 2–6, 7–5 |

### 女子雙打：6次（5座冠軍，1次亞軍）
| 年份 | 賽事 | 場地 | 結果 | 隊友                 | 對手                              | 比分          |
| ---- | ---- | ---- | ---- | -------------------- | --------------------------------- | ------------- |
| 1924 | 澳網 | 草地 | 冠軍 | 希薇亞·蘭斯·哈波     | 凱絲琳·勒·梅舍里 梅莉·奧哈拉·伍德 | 7–5, 6–2      |
| 1925 | 澳網 | 草地 | 冠軍 | 希薇亞·蘭斯·哈波     | 艾斯娜·博伊德 凱絲琳·勒·梅舍里    | 6–4, 6–3      |
| 1926 | 澳網 | 草地 | 亞軍 | 瑪喬麗·考克斯·克勞佛 | 艾斯娜·博伊德 梅莉·奧哈拉·伍德    | 3–6, 8–6, 6–8 |
| 1928 | 澳網 | 草地 | 冠軍 | 艾斯娜·博伊德        | 凱絲琳·勒·梅舍里 桃樂絲·威斯頓    | 6–3, 6–1      |
| 1929 | 澳網 | 草地 | 冠軍 | 蘿伊·比克頓          | 希薇亞·蘭斯·哈波 梅莉·奧哈拉·伍德 | 6–2, 3–6, 6–2 |
| 1931 | 澳網 | 草地 | 冠軍 | 蘿伊·比克頓          | 妮爾·洛伊德 洛娜·烏茨             | 6–0, 6–4      |

### 混合雙打：6次（4座冠軍，2次亞軍）
| 年份 | 賽事 | 場地 | 結果 | 隊友          | 對手                                        | 比分     |
| ---- | ---- | ---- | ---- | ------------- | ------------------------------------------- | -------- |
| 1924 | 澳網 | 草地 | 冠軍 | 詹姆斯·威拉德 | 艾斯娜·博伊德 賈頓·宏恩                     | 6–3, 6–4 |
| 1925 | 澳網 | 草地 | 冠軍 | 詹姆斯·威拉德 | 希薇亞·蘭斯·哈波 理察·施萊辛格 (網球運動員) | 6–4, 6–4 |
| 1926 | 澳網 | 草地 | 亞軍 | 詹姆斯·威拉德 | 艾斯娜·博伊德 約翰·霍克斯 (網球運動員)      | 1–6, 4–6 |
| 1928 | 澳網 | 草地 | 冠軍 | 让·博罗特拉   | 艾斯娜·博伊德 約翰·霍克斯 (網球運動員)      | walkover |
| 1928 | 溫網 | 草地 | 亞軍 | 傑克·克勞福德 | 伊莉莎白·萊恩 派翠克·史彭斯                 | 5–7, 4–6 |
| 1929 | 澳網 | 草地 | 冠軍 | 埃德加·穆恩   | 瑪喬麗·考克斯·克勞佛 傑克·克勞福德          | 6–0, 7–5 |

## 大滿貫單打賽事時間軸
指引：
| W | F | SF | QF | #R | RR | LQ (Q#) | A | P | Z# | PO | SF-B | F-S | G | NMS | NH | NQ |

W：冠軍；F：亞軍；SF：四強；QF：八強；#R：前四輪；RR：小組賽；LQ：止步資格賽；A：缺席；P：比赛延期；Z#：戴维斯杯/联合会杯组别赛（#表示级别）；PO：參與戴維斯盃/联合会杯附加赛；SF-B：奧運會銅牌；F-S：奧運會銀牌；G：奧運會金牌；NMS：非ATP1000大師賽系列；NH：該賽事本年度未舉行；NQ：未入圍。
| 賽事   | 1924  | 1925  | 1926  | 1927  | 1928  | 1929  | 1930  | 奪冠率 |
| ------ | ----- | ----- | ----- | ----- | ----- | ----- | ----- | ------ |
| 澳網   | SF    | W     | W     | 2R    | W     | W     | W     | 5 / 7  |
| 法網1  | NH    | A     | A     | A     | QF    | A     | A     | 0 / 1  |
| 溫網   | A     | QF    | A     | A     | SF    | A     | A     | 0 / 2  |
| 美網   | A     | A     | A     | A     | A     | A     | A     | 0 / 0  |
| 奪冠率 | 0 / 1 | 1 / 2 | 1 / 1 | 0 / 1 | 1 / 3 | 1 / 1 | 1 / 1 | 5 / 10 |

- 奪冠率 = 奪冠次數 / 參賽次數

1法網於1924年因巴黎舉辦奧運故未舉行比賽

## 外部連結
- 達芙妮·阿克赫斯特 （页面存档备份，存于） 在國際網球名人堂的資料（英文）
- 達芙妮·阿克赫斯特 （页面存档备份，存于） 在澳洲網球協會的資料（英文）
- 達芙妮·阿克赫斯特 （页面存档备份，存于） 在澳洲傳記辭典的資料（英文）